# Omphale flavicorpus
Omphale flavicorpus är en stekelart som först beskrevs av Girault 1915.  Omphale flavicorpus ingår i släktet Omphale och familjen finglanssteklar. Inga underarter finns listade i Catalogue of Life.